# زو کای
زو کای (به چینی: 邹凯 - Zou Kai) ورزشکار مرد رشتهٔ ژیمناستیک اهل کشور چین است. وی در بین سال‌های ‎۲۰۰۸ تا ۲۰۱۲ میلادی در مسابقات بازی‌های المپیک تابستانی در مجموع ۶ مدال، شامل ۵ مدال طلا و ۱ برنز را کسب کرد.